# Comuna Șîmkivți, Zbaraj
Șîmkivți (în ucraineană Шимківці) este o comună în raionul Zbaraj, regiunea Ternopil, Ucraina, formată din satele Reșnivka și Șîmkivți (reședința).

## Demografie
Componența lingvistică a comunei Șîmkivți
     Ucraineană (98,39%)
     Rusă (1,37%)
     Alte limbi (0,24%)
Conform recensământului din 2001, majoritatea populației comunei Șîmkivți era vorbitoare de ucraineană (98,39%), existând în minoritate și vorbitori de rusă (1,37%).